# Norodom Jenna
 (janvier 2023).
Jenna Norodom (khmer : នរោត្តម ជេនណា, Nôroŭttâm Chénna [nɔroːɗɑm ceːnnaː] ; née le 11 mars 2012) est une princesse cambodgienne et membre de la famille royale cambodgienne. Elle est la petite-nièce du roi Norodom Sihamoni, la deuxième fille de Norodom Bupphary et l'arrière-petite-fille de l'ancien roi Norodom Sihanouk. Elle est affectueusement connue sous le nom de princesse Jenna. Jenna est également actrice, chanteuse, danseuse, mannequin et ambassadrice de la marque royale de Cellcard,,.

## Biographie
Jenna Norodom est née le 11 mars 2012 à Paris, en France. Elle est la deuxième fille de la famille, sa mère est la princesse Norodom Bophary et son père est français. Elle est une petite-fille du prince Norodom Chakrapong et une arrière-petite-fille de feu le roi Norodom Sihanouk,,. Son titre officiel est "Neak Ang Mchas Ksatrey Norodom Jenna" (khmer : អ្នកអង្គម្ចាស់ក្សត្រិយ៍ នរោត្ដម ជេនណា) en khmer et « princesse Jenna Norodom » en français.
En 2015, alors que Jenna avait trois ans, elle et sa famille sont retournées vivre au Cambodge. Elle a étudié cinq langues dont son khmer natal, ainsi que l'anglais et le français.
La princesse Jenna Norodom est actuellement représentée par Space Creative Marketing.

## Réalisations
- Ambassadeur royal de la marque Cellcard Telecommunications Company (Cambodge)[5].
- Royal Brand Ambassador de Marie Regal (Indonésie)[6].
- Ambassadeur royal de la marque R&F Properties (Chine)[7].
- Ambassadeur royal de la marque de la Fédération sportive de danse du Cambodge (Cambodge)[8]
- Actrice dans la série dramatique télévisée CTN[9],[10].
- Space Creative Marketing - Talent Management (Cambodge)

## Filmographie

### Séries télévisées
| Année | Titre               | Titre     | Réseau | Ref.   |
| Année | Anglais             | Original  | Réseau | Ref.   |
| ----- | ------------------- | --------- | ------ | ------ |
| 2020  | Tep Thida Pkol Meas | ទេពធីតាព្កុលមាស | CTN    | [ 10 ] |
| 2021  | Royaume d'or        | នគរមាស     | CTN    | [ 9 ]  |